# Кулиарчар
Кулиарчар (бенг. কুলিয়ারচর, англ. Kuliarchar) — город на востоке Бангладеш, административный центр одноимённого подокруга. Площадь города равна 3,45 км². По данным переписи 2001 года, в городе проживало 28 027 человек, из которых мужчины составляли 50,65 %, женщины — соответственно 49,35 %. Плотность населения равнялась 8124 чел. на 1 км². Уровень грамотности населения составлял 28,8 % (при среднем по Бангладеш показателе 43,1 %). 